# Xu Fu
Xu Fu (em chinês: 徐福  ou 徐巿), para não ser confundido com um outro carácter chinês (市), cuja pronunciação é Shi), nascido em torno de 255 a.C., foi um feiticeiro e alquimista da corte na dinastia Qin da China, natural da Ilha Zhifu. Durante sua vida, foi mandado pelo imperador Qin Shi Huang aos mares orientais duas vezes para procurar o elixir da longa vida. Suas duas viagens ocorreram entre 219 a.C. e 210 a.C. Segundo a lenda, a frota incluía dezenas de navios e milhares de homens e mulheres, apesar do número variar, alguns dizem ter sido 60 navios e 6000 pessoas, 3000 homens e mulheres, além de artesãos e outras pessoas de diferentes campos. Depois que empreendeu sua segunda missão em 210 a.C., Xu Fu nunca retornou. Alguns registros sugerem que possa ter chegado e morrido no Japão.

## Viagens
O imperador Qin Shi Huang se interessava pela imortalidade e confiou a Xu Fu a tarefa de encontrar o segredo da imortalidade. Em 219 a.C., Xu Fu foi mandado com os três mil homens e mulheres para recuperar o elixir da longa vida dos imortais que viveram na Montanha de Penglai nos mares orientais, Xu Fu navegou por diversos anos sem encontrar a montanha. Em 210 a.C., quando Qin Shi Huang o questionou, Xu Fu argumentou que uma criatura marinha gigante obstruía o trajeto, e solicitou guerreiros para matar a criatura. Qin Shi Huang concordou, e os guerreiros foram mandados para matar o monstro. Xu Fu então viajou outra vez, mas nunca retornou desta vez. Segundo a lenda ele chegou a um lugar com “planícies lisas e pântanos largos” (平原廣澤, possivelmente Kyūshū do Japão) e teria se proclamado imperador, nunca mais voltando. Também existem versões que dizem que por Xu Fu não ter encontrado o elixir, se retornasse novamente sem ele, seria certamente executado e que por isso, se instalou no Japão.
Textos históricos posteriores foram igualmente obscuros no destino final. Mais de 1.100 anos após a viagem final de Xu Fu, o monge Yichu, durante a dinastia Zhou ( 951-960) relatou que Xu Fu chegou ao Japão, e Xu Fu nomeou o monte Fuji como Penglai. Esta teoria ficou conhecida como a “Lenda de Xu Fu”, que se espalhou mais tarde pelo Japão, existindo muitos memoriais a ele dedicados.

## Legado
Aqueles que acreditam na lenda de que Xu Fu aterrou em Japão, dão-lhe o crédito de ser o catalisador do desenvolvimento da sociedade japonesa antiga. O Período de Jōmon existiu no Japão antigo por mais de 6000 anos de repente desapareceu ao redor do ano 300 BC. As técnicas e o conhecimento que Xu Fu trouxe teriam supostamente melhorado a qualidade de vida do povo japonês antigo e, diz-se, que Xu Fu introduziu muitas plantas e técnicas agrícolas novas no Japão antigo. Por estas realizações Xu Fu é adorado como o “deus do cultivo”, o “deus da medicina” e o “deus da seda” pelos japoneses.  lenda também diz que este é o porque de vários aspectos do idioma japonês serem similares ao chinês, e o fato de a cultura japonesa serem parecidas com as chinesas. Os templos e os memoriais numerosos de Xu Fu podem ser encontrados em muitos lugares no Japão.

## Galeria de imagens

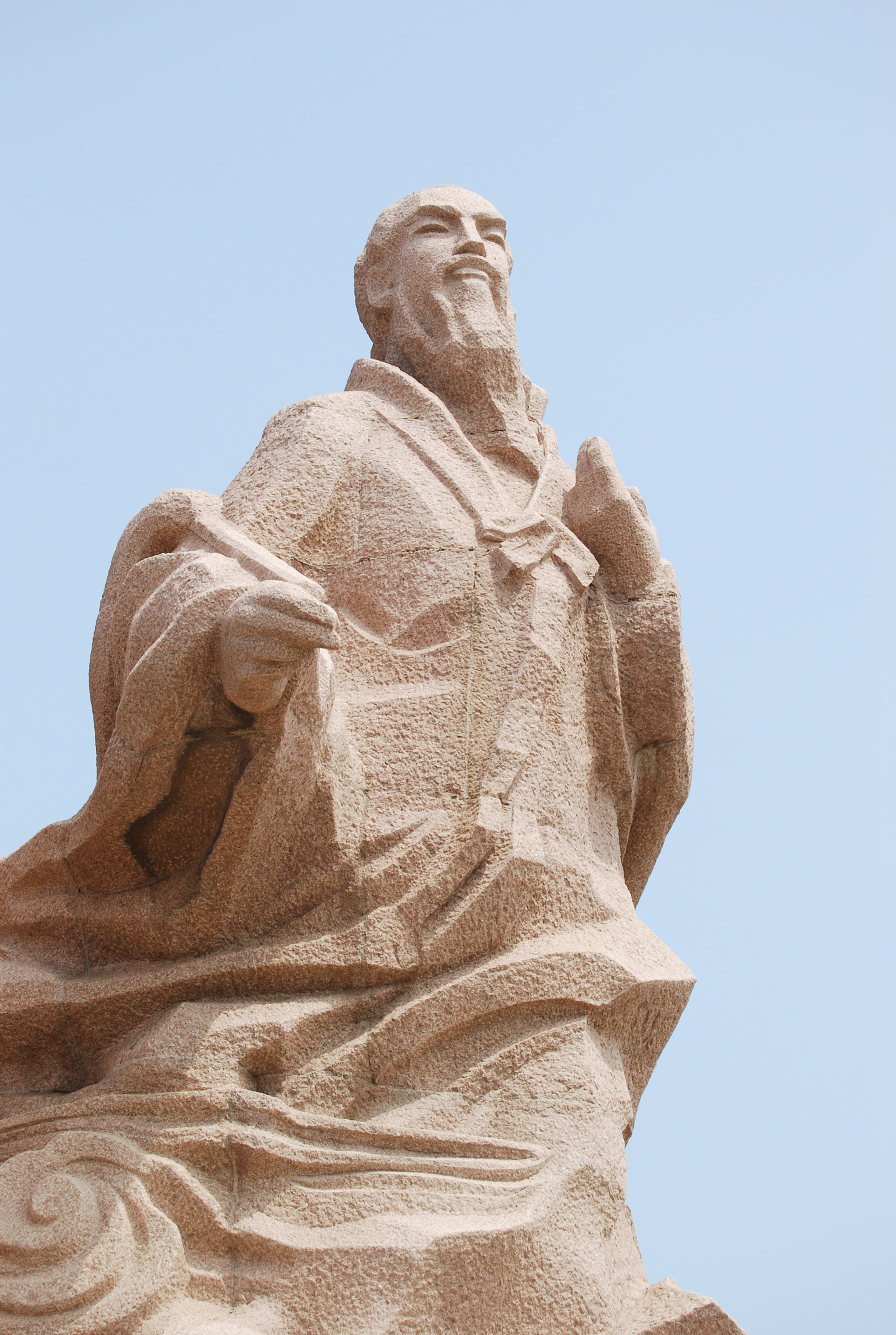